# Composizione della membrana cellulare
La composizione della membrana cellulare è formata, essenzialmente, da una grande quantità di lipidi (in particolare fosfolipidi). Nella componente lipidica si trovano numerose proteine, aventi importanti funzioni fisiologiche. Si riscontra anche una piccola percentuale di glucidi, in forma di glicoproteine e glicolipidi, e di molecole di colesterolo che stabilizzano la membrana.

## Lipidi della membrana cellulare
I lipidi costituiscono circa il 50% della massa della membrana plasmatica, pur essendo molto più numerosi delle proteine (circa 50 molecole lipidiche per ogni proteina). Le tre principali classi di lipidi delle membrane sono: fosfolipidi (70% del peso lipidico totale), colesterolo (20%) e glicolipidi (5%). I principali fosfolipidi di membrana sono: fosfatidilcolina, fosfatidilserina, fosfatidiletanolamina e sfingomielina; complessivamente queste quattro specie lipidiche costituiscono oltre il 50% dei lipidi di membrana. Altri fosfolipidi, come fosfatidilinositolo, sono presenti in piccole quantità, ma svolgono un ruolo cruciale nella genesi dei segnali intracellulari. I plasmalogeni, principalmente plasmenilcolina e plasmeniletanolammina, costituiscono circa il 18% dei fosfolipidi delle membrane, con preferenza per le cellule eccitabili: cellule miocardiche, cellule muscolari striate e cellule nervose.
| Lipidi di membrana (eritrociti)                                 | %(peso) | Monostrato esterno | Monostrato interno |
| Colesterolo                                                     | 23%     | 50%                | 50%                |
| Fosfatidilinositolo                                             | 1%      | -                  | -                  |
| Fosfatidiletanolammina                                          | 18%     | 20%                | 80%                |
| Fosfatidilcolina                                                | 17%     | 80%                | 20%                |
| Fosfatidilserina                                                | 7%      | -                  | 100%               |
| Sfingomielina                                                   | 18%     | 90%                | 10%                |
| Glicolipidi                                                     | 3%      | 100%               | -                  |
| Altri Plasmalogeni Acidi grassi liberi Colesterolo esterificato | 13%     | -                  | -                  |

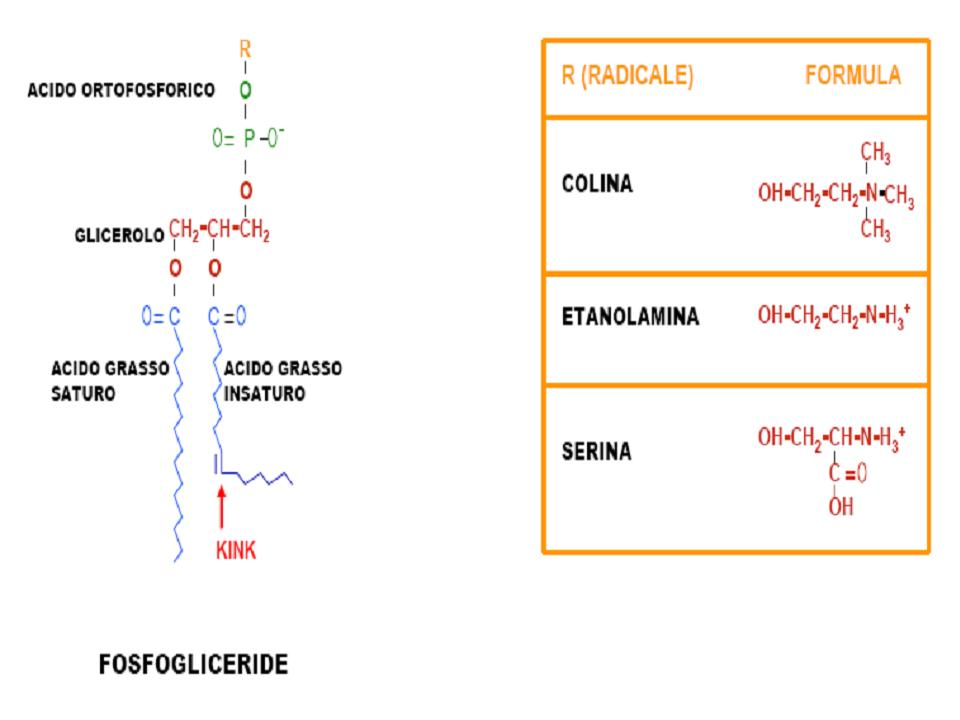
Struttura dei fosfolipidi

I lipidi di membrana sono molecole anfipatiche, cioè manifestano proprietà sia idrofobiche che idrofile. La natura anfipatica è dovuta alla presenza di una estremità polare idrofila (testa), formata dall'acido ortofosforico (PO4), a cui si aggiungono gruppi ossidrilico (OH), carbossilico (COOH), aminico (NH2) o ione ammonico quaternario (N+(CH3)3) del radicale legato all'ortofosfato, e di una estremità apolare idrofoba (coda) formata dalle catene alifatiche degli acidi grassi o dal nucleo ciclopentanoperiidrofenantrenico del colesterolo.

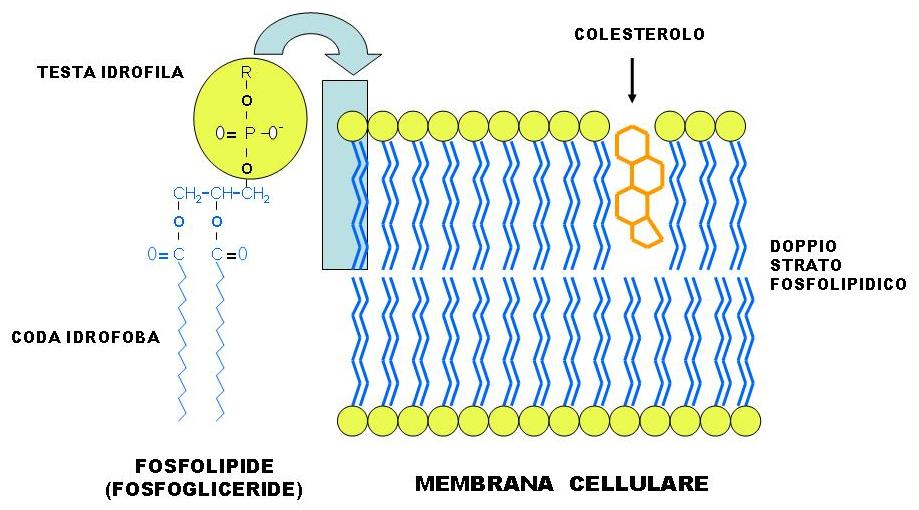
La disposizione dei fosfolipidi all'interno della membrana

A causa della natura anfipatica, i fosfolipidi e i glicolipidi formano lamine bimolecolari. In ciascun monostrato i lipidi sono allineati tra loro, con le teste polari dirette all'esterno, verso l'ambiente acquoso, e con le code idrofobiche rivolte verso l'interno del doppio strato.
L'associazione tra le molecole lipidiche è sostenuta da legami elettrostatici (dipolari e idrogeno) tra le teste e dai deboli legami di Van der Waals tra le catene alifatiche (dipolo indotto-dipolo indotto).
I lipidi di membrana svolgono una funzione strutturale, costituendo l'impalcatura fondamentale della membrana plasmatica; una funzione di barriera semipermeabile, che si lascia attraversare liberamente dalle molecole liposolubili, ma risulta impenetrabile da quelle idrosolubili; una funzione metabolica, in quanto rappresentano una fonte di mediatori lipidici, che possono essere mobilizzati in risposta agli stimoli esterni:inositol-1,4,5-trifosfato (IP3), diacilglicerolo (DAG), acido fosfatidico (PA), liso-PAF (lyso-platelet-activating factor), ceramidi.
Sebbene la funzione dei plasmalogeni non sia del tutto chiarita, si ritiene che questi lipidi possano proteggere le membrane dallo stress ossidativo, agendo come antiossidanti endogeni, in quanto il legame vinilico è in grado di legare radicali liberi (effetto scavenger o spazzino). Altre funzioni che sono state attribuite ai plasmalogeni di membrana includono la modulazione della fluidità di membrana e la partecipazione negli eventi di fusione tra le membrane cellulari, grazie alla loro propensione a formare fasi esagonali.
Un cenno particolare richiede il fosfatidilinositolo, perché è il precursore di importanti composti fosforilati di membrana: fosfatidilinositolo-monofosfati [PI-3-P, PI-4-P (PIP), PI-5-P]; fosfatidilinositolo-bifosfati [PI-3,4-P2, PI-4,5-P2 (PIP2), PI-3,5-P2]; fosfatidilinositolo-trifosfato [PI-3,4,5-P3 (PIP3)]; PIP e PIP2 sono i più abbondanti, dal momento che costituiscono circa il 60% del totale dei fosfatidilinositol-fosfati.
PI-4,5-P2 ha una notevole importanza perché da un lato da esso deriva l'inositol-1,4,5-trifosfato (IP3), un secondo messaggero solubile prodotto dalle fosfolipasi C (PLC), dall'altro interagisce, nelle membrane, con numerose proteine, modulandone la funzione.

## Le proteine della membrana cellulare
Le proteine sono immerse nel "mare" lipidico e svolgono una serie di importanti funzioni:
1. funzione di trasporto di ioni e molecole;
2. funzione recettoriale, permettendo il riconoscimento di segnali extracellulari;
3. funzione enzimatica, con la generazione di segnali intracellulari, utilizzando le componenti lipidiche della membrana;
4. funzione di collegamento, fungendo da intermediari nella interazione funzionale tra due proteine (per es. fra recettore ed enzima);
5. funzione strutturale e meccanica, costituendo punti di ancoraggio per strutture extra- e/o intra-cellulari.

Dal punto di vista strutturale, le proteine, in base alle caratteristiche della loro estrazione dalla membrana, possono essere distinte in due tipi: proteine integrali e periferiche. Le differenze nelle modalità di isolamento riflettono le caratteristiche dell'inserimento delle proteine nella membrana.

### Proteine integrali
Le proteine integrali necessitano, per essere isolate, di trattamenti drastici, che scompaginano la struttura stessa della membrana cellulare.
Le proteine integrali possono essere distinte in transmembranose, intramembranose e proteine con ancore lipidiche.
Infatti, le proteine integrali possono attraversare il doppio stato lipidico completamente una o più volte (proteine transmembranose bi- o poli-topiche), oppure possono attraversarlo parzialmente, emergendo con entrambe le estremità dallo stesso versante, citoplasmatico o extracellulare, della membrana (proteine intramembranose monotopiche). Le proteine transmembranose possono essere indicate come tipo I o II, a seconda che la loro estremità C-terminale sia intra- o extra-cellulare.
I segmenti proteici che attraversano il doppio strato lipidico sono composti principalmente da aminoacidi non polari (idrofobici), soprattutto glicina, leucina, isoleucina, alanina e valina. Poiché i legami peptidici (-CO-NH+) tra gli aminoacidi che costituiscono la catena proteica sono essi stessi polari, i segmenti intramembranosi assumono di regola una configurazione ad alfa elica, in modo tale che tutti i legami peptidici possono formare tra loro legami idrogeno (O- ••••• H+) riducendo la polarità del segmento intramembranoso.
Una classe importante di proteine integrali contiene catene lipidiche legate covalentemente alla catena peptidica (lipid-anchored proteins). I gruppi lipidici sono utilizzati come ancore che si inseriscono nella membrana cellulare. Questi gruppi comprendono: acidi grassi (palmitico e miristico), isoprenoidi (farnesil pirofosfato e geranilgeranil pirofosfato) o glicosilfosfatidilinositolo (GPI, molecola complessa formata da fosfatidilinositolo e oligosaccaridi).
Le proteine palmitoilate e miristoilate e quelle GPI-legate si distribuiscono di preferenza nei rafts, in quanto le loro catene lipidiche sature hanno una conformazione particolarmente adatta ad essere accolta nei domini lipidici allo stato liquido-ordinato.
Al contrario, le proteine isoprenilate, che hanno catene lipidiche ramificate e voluminose, non idonee per i domini allo stato liquido-ordinato, si distribuiscono di preferenza nelle regioni della membrana più fluide (stato liquido-cristallino).
Le proteine GPI-legate sono localizzate esclusivamente nel foglietto esterno della membrana cellulare, mentre quelle legate ad acidi grassi o isoprenoidi sono presenti unicamente nel foglietto interno.
Gli acidi grassi e gli isoprenoidi sono legati alla molecola peptidica tramite legame estere con il gruppo tiolico della cisteina. L'idrolisi del legame estere da parte di enzimi specifici permette di regolare l'associazione di queste proteine al versante citoplasmatico della membrana cellulare e quindi di controllarne la compartimentazione fra citoplasma e membrana.

### Proteine periferiche
Le proteine periferiche possono essere isolate più facilmente dalla membrana, attraverso trattamenti blandi (es. variazioni del pH o della forza ionica del mezzo).
Ciò è legato al fatto che le proteine periferiche non si inseriscono nel doppio strato lipidico, ma si associano alla sua superficie, intra- o extra-cellulare, interagendo con la testa polare dei lipidi o con le proteine integrali. Fanno parte delle proteine periferiche associate con la faccia citoplasmatica della membrana cellulare alcuni enzimi e le proteine del citoscheletro spectrina e actina.
Le proteine che contengono domini PH (Pleckstrin Homology), come le fosfolipasi C (PLC), si legano ai derivati fosforilati dei fosfatidilinositoli. Le proteine provviste di domini C2 (protein kinase C domain 2) aderiscono tramite ponti di Ca+2 a fosfolipidi anionici (fosfatidilserina e fosfatidilinositolo). La presenza di domini SH (Src Homology) consente alle proteine citoplasmatiche di associarsi ai residui tirosinfosforilati di proteine di membrana, in particolare dei recettori di membrana con attività tirosinchinasica.
Una proprietà delle proteine periferiche consiste nella possibilità che la loro associazione con la membrana possa essere transitoria e soggetta a regolazione, ad esempio dalla attivazione delle proteine stesse o dei substrati ai quali esse aderiscono. Grazie a questa regolazione le proteine periferiche possono spostarsi fra citoplasma e membrana plasmatica a seconda delle necessità funzionali della cellula.
Alcuni enzimi, come la proteinchinasi C (PKC), si legano alla membrana in risposta alla attivazione da parte del Ca2+ intracellulare.

## Asimmetria della membrana cellulare

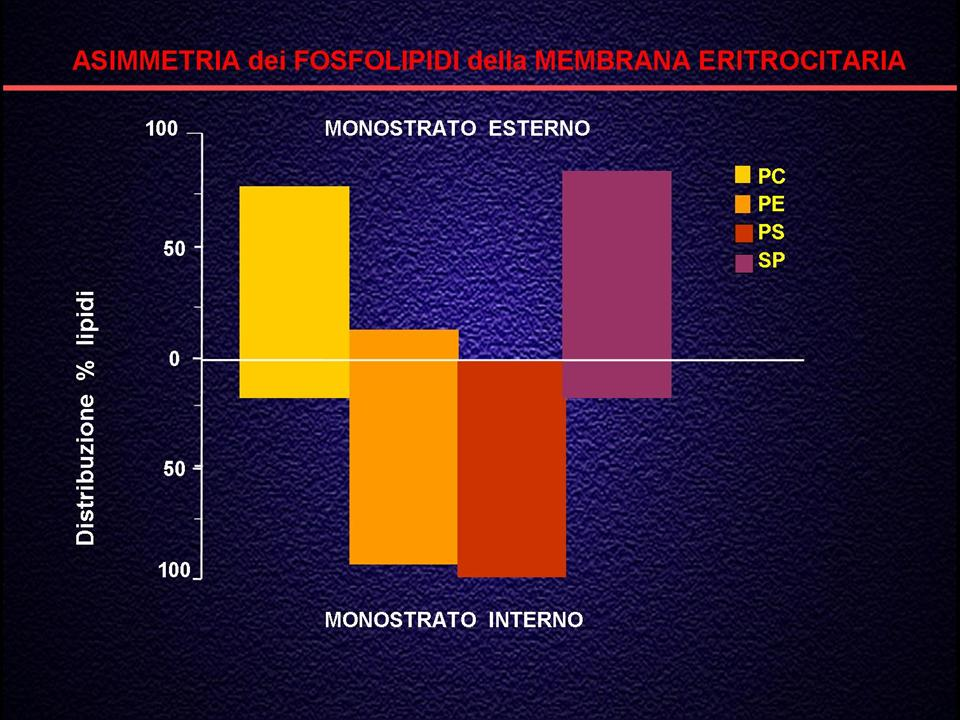
Asimmetria della membrana plasmatica

La composizione dei due foglietti, esterno e interno, della membrana cellulare presenta notevoli differenze, non solo nella componente proteica, ma anche nella stessa componente lipidica, per cui la membrana plasmatica è caratterizzata da una marcata asimmetria, che riflette le differenti funzioni dei due monostrati.
In primo luogo i glucidi (oligosaccaridi), che sono presenti nella membrana plasmatica in forma di glico-proteine e glico-lipidi, sono situati nel solo foglietto esterno, in contatto dell'ambiente extracellulare, dove possono svolgere una funzione recettoriale, in particolare nei processi di adesione tra le cellule, oppure una funzione protettiva, formando uno strato (glicocalice) che riveste esternamente la membrana plasmatica, proteggendola dagli insulti meccanici e chimici.
Per quanto riguarda i lipidi, oltre 80% delle molecole che nella testa polare contengono colina (-(CH3)3N+CH2CH2OH-), precisamente fosfatidilcolina (PC) e sfingomielina (SP), sono situate nel monostrato esterno della membrana, mentre circa il 90% dei lipidi con teste senza carica netta (fosfatidiletanolamina, PE) o con carica netta negativa (fosfatidilserina (PS) e fosfatidilinositolo), sono localizzati di preferenza nel monostrato interno. Ciò comporta una prevalenza di cariche negative sul versante citoplasmatico della membrana cellulare.

### Origine dell'asimmetria
L'asimmetria dei fosfolipidi di membrana è generata durante la sintesi della membrana nel reticolo endoplasmatico, nel quale carriers (proteine trasportatrici) di fosfolipidi trasportano specifici fosfolipidi da un monostrato all'altro. Una volta che le neomembrane hanno raggiunto la superficie cellulare, l'asimmetria dei fosfolipidi è mantenuta dalla attività coordinata di specifici meccanismi di trasporto.

Sono stati identificati almeno tre meccanismi.
- La traslocasi ATP-dipendente specifica per gli aminofosfolipidi (o flippasi), trasporta rapidamente fosfatidiletanolamina e soprattutto fosfatidilserina dal monostrato esterno a quello interno.
- La floppasi ATP-dipendente non specifica trasporta lentamente e senza specificità fosfolipidi dal monostrato interno a quello esterno. La floppasi è un membro della superfamiglia ABC di proteine trasportatrici, un gruppo di proteine specializzate nel trasporto ATP-dipendente di molecole anfipatiche. Fa parte di questa famiglia la proteina ABCA1, responsabile del trasferimento del colesterolo dalla membrana plasmatica alle HDL.
- La scramblasi (dall'inglese to scramble, mescolare), una proteina Ca2+-dipendente non specifica, che consente ai fosfolipidi di distribuire casualmente le teste polari sulle due facce del doppio strato lipidico. L'attività scramblasica aumenta proporzionalmente alla concentrazione dello ione Ca2+.

I primi due meccanismi lavorano in concerto per mantenere la distribuzione asimmetrica dei fosfolipidi, mentre il terzo meccanismo agisce in senso antagonista ai precedenti, provocando un rapido passaggio dei fosfolipidi da un monostrato all'altro, tanto da generare una distribuzione quasi simmetrica dei fosfolipidi di membrana. In presenza di fisiologiche concentrazioni intracellulari di Ca2+, la flippasi e la floppasi sono attive e mantengono la normale asimmetria di membrana. La loro inibizione arresta il trasporto attivo di fosfolipidi tra i foglietti della membrana, ma per alcuni giorni, in vitro, non risulta nella perdita della asimmetria. Al contrario, l'elevazione della concentrazione intracellulare di Ca2+ attiva la scramblasi Ca2+-dipendente e inibisce l'attività degli altri due trasportatori, per cui risulta una rapida e casuale ridistribuzione dei fosfolipidi, che compromette l'asimmetria della membrana.

### Ruolo dell'asimmetria di membrana
L'asimmetria di membrana ha un ruolo importante nella funzionalità cellulare.

La prevalenza dei fosfolipidi contenenti etanolammina (fosfatidiletanolammina e plasmeniletanolammina) nel foglietto interno della membrana e dei colino-fosfolipidi nel foglietto esterno potrebbe influenzare i processi di endo- ed eso-citosi, dal momento che gli etanolammino-fosfolipidi hanno predilezione per la fase HII (vedi voce fosfolipidi), mentre i colino-fosfolipidi per la fase lamellare.
Inoltre, alcune proteine periferiche (PKC, annessina, spectrina) si fissano alla superficie citosolica della membrana grazie alla interazione con la fosfatidilserina.
La perdita della asimmetria provoca un aumento degli aminofosfolipidi, in particolare della fosfatidilserina, sulla superficie cellulare, con notevoli conseguenze per la fisiologia cellulare.
La trasformazione della membrana plasmatica delle piastrine in una superficie procoagulante è causata dalla alterazione della asimmetria dei fosfolipidi, che comporta un'eccessiva presenza di fosfatidilserina sul foglietto esterno; ciò promuove la coagulazione e la trombosi, aumentando la formazione di trombina di oltre un milione di volte. L'esposizione della fosfatidilserina fornisce una superficie catalitica per l'assemblaggio dei complessi enzimatici: protrombinasi (complesso dei Fattori Va e Xa che catalizza la conversione di protrombina in trombina) e tenasi (complesso attivante il Fattore X, composto dai Fattori IXa e VIIIa).
Inoltre, l'esposizione della fosfatidilserina nel monostrato esterno rende la cellula riconoscibile ed eliminabile dai fagociti del sistema reticoloendoteliale.